# Десять франков «Ришельё»
Десять франков «Ришелье» — французская банкнота, выпущенная Банком Франции, эскиз которой разработан 5 марта 1959 года и выпущена Банком Франции 4 января 1960 года. Портрет взят с банкноты вышедшей из оборота — тысяча франков Ришелье. Банкнота выпускалась до января 1963 года. Она заменила банкноту десять франков Шахтёр.

## История
Эта банкнота принадлежит к серии «Знаменитые люди Франции», их деятельность привела к созданию современной Франции как государства. На других банкнотах в этой серии: Виктор Гюго, Генрих IV и Наполеон I. Банкнота имеет аббревиатуру NF.
Выпуск банкноты происходил с марта 1959 года по январь 1963 года, а с 2 января 1964 года банкнота выходит из оборота. 1 апреля 1968 года она перестает быть законным платежным средством.

## Описание
Портрет Ришелье идентичен портрету на банкноте 1000 франков Ришелье. Номинал банкноты «NF 10» или «Десять новых франков», введённых в ходе реформы 1960 года.